# Венгард SLV-3
Венгард Ес-Ел-Ві-3 (англ. Vanguard SLV-3 — Satellite Launch Vehicle 3 (Ракета-носій для запуску супутника-3), інша назва 20-дюймовий [508 мм] дослідник хмар-1 (англ. Vanguard 20in Cloud cover 1)) — невдала американська спроба запустити штучний супутник Землі. Десятий запуск за програмою Венгард, шостий невдалий.
Супутник був магнієвою сферою діаметром 508 мм масою 9,98 кг і мав досліджувати хмарний покрив Землі під час проходження освітленої ділянки орбіти. Він мав два оптичні телескопи з двома фотоелементами. Куля всередині була позолоченою, а ззовні вкрита захисним шаром алюмінію з діоксидом кремнію для теплового захисту приладів. Радіозв'язок мав здійснюватись телеметричним передавачем потужністю 1 Вт з частотою 108,03 МГц і радіомаяком потужністю 10 мВт із частотою 108 МГц, який надсилав постійний радіосигнал для відстеження траєкторії. Приймач команд мав використовуватися для вмикання магнітофона із записаними даними телескопів, щоб передавати їх телеметричним передавачем до наземних приймальних станцій. Прилади живилися ртутно-цинковими батареями. Супутник мав стабілізуватись обертанням зі швидкістю 50 обертів на хвилину.
26 вересня 1958 року після успішного запуску другий ступінь розвинув тягу менше потрібної, що зменшило швидкість ракети-носія. Після вимикання третього ступеня апарат вийшов на орбіту, але здійснив менше одного оберту.